# Лептоцефал

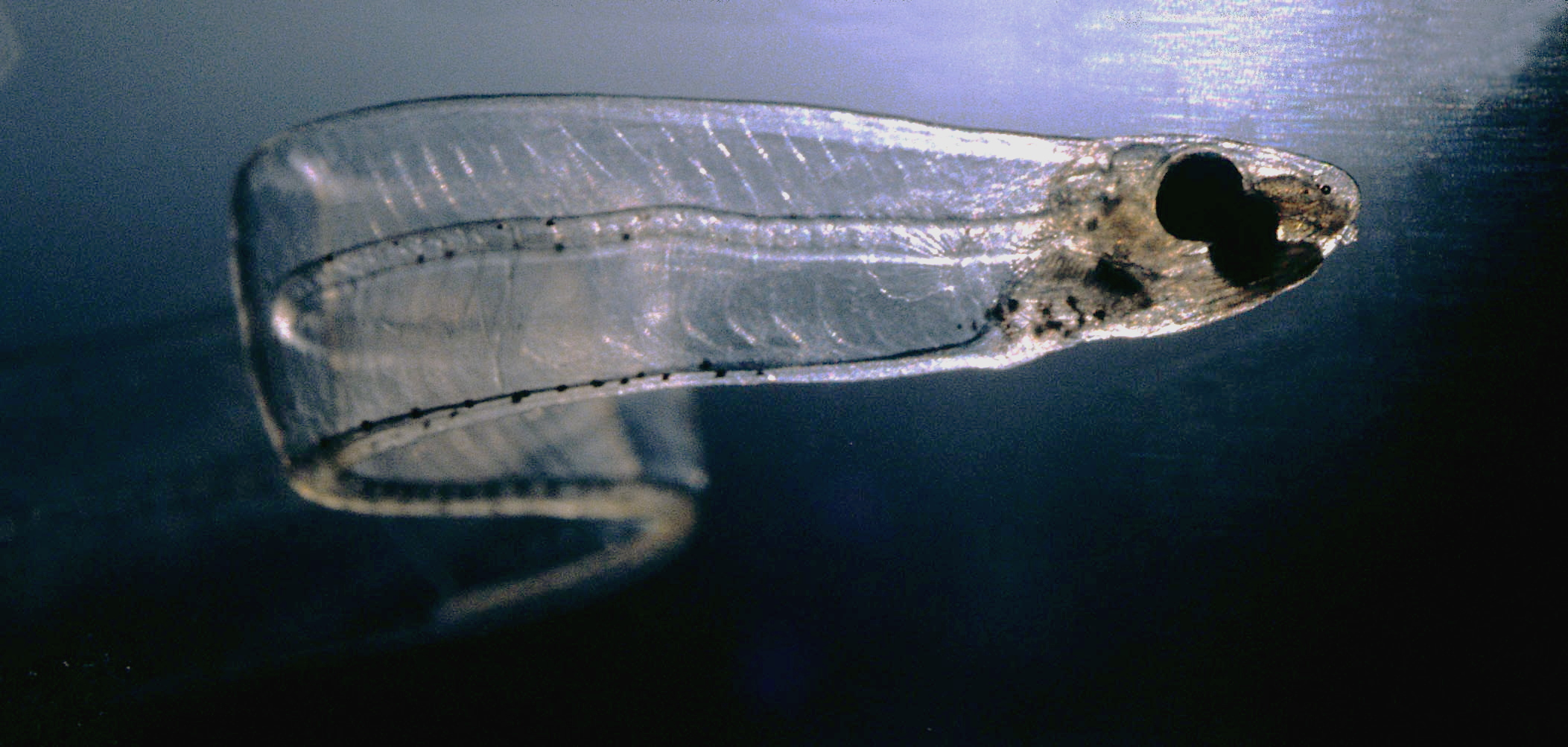
Лептоцефал морского угря-конгера

Лептоцефа́л — особая стадия личиночного развития рыб надотряда элопсоидных (Elopomorpha) — угреобразных (угрей, мурен и др.), тарпонообразных, мешкоротообразных и альбулеобразных. Наиболее известен лептоцефал обыкновенного речного угря. От личинок других рыб лептоцефалы отличаются совершенно прозрачным, сильно сжатым с боков телом, отсутствием в крови красных кровяных телец и другими анатомическими особенностями, а также длительным периодом жизни в этой стадии.

## История изучения
В 1856 году в Мессинском заливе был пойман первый лептоцефал, описанный учёными. Строение этой рыбки было настолько оригинально, что её решили выделить в особый отряд с одним видом — лептоцефал (лат. Leptocephalus brevirostris, букв. — плоскоголов короткорылый). До этого лептоцефалы не были известны людям (вероятно, на них не обращали внимания), однако приморские народы были хорошо знакомы с так называемыми стеклянными угрями — молодью речного угря, совершенно прозрачными рыбками, имеющими форму тела взрослой рыбы.
До 1893 года лептоцефал так и считался взрослой рыбой, выделенной в отдельный род, пока итальянский зоолог Джованни Грасси (итал. Giovanni Batista Grassi) не пронаблюдал превращение средиземноморских лептоцефалов в стеклянных угрей, а французский исследователь Ив Делаж (фр. Yves Delage) не доказал, что лептоцефал и европейский речной угорь — одна и та же рыба. Впоследствии было установлено, что лептоцефалы свойственны и другим угреобразным и близким к ним отрядам, а прохождение в развитии через стадию лептоцефала — крайне важный признак, позволяющий точно относить ту или иную рыбу к элопсоидным и угреобразным в частности, хотя внешне рыба может совсем не походить на них.
До настоящего времени лептоцефалы изучены плохо. Причиной этому служат несколько факторов, среди которых и трудность поимки лептоцефалов невредимыми и огромная сложность их содержания в неволе (из-за того, например, что они в большинстве своем потребляют очень мелкодисперсный корм, который часто невозможно обеспечивать в нужном количестве). Нередко учёные, обнаружившие лептоцефала, не в состоянии соотнести его с тем или иным видом угреобразных. Так, из лептоцефалов 68 различных видов, пойманных в 2004 году в Вест-Индии, 11 не удалось соотнести с какими-либо взрослыми рыбами из этих мест, причем для 7 из них взрослые особи вообще не были описаны. И наоборот, для некоторых угреобразных лептоцефал до сих пор не известен.

## Образ жизни

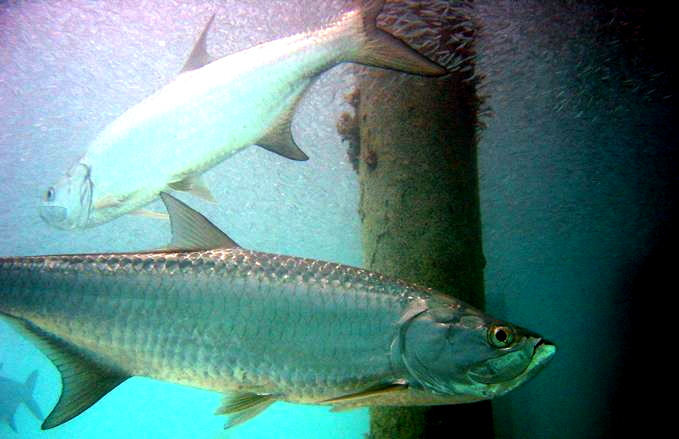
Атлантический тарпон (Megalops atlanticus). При всей несхожести его с угреобразными (например, средиземноморской муреной на следующем фото), прохождение в развитии через стадию лептоцефала позволяет относить его к одному с ними надотряду

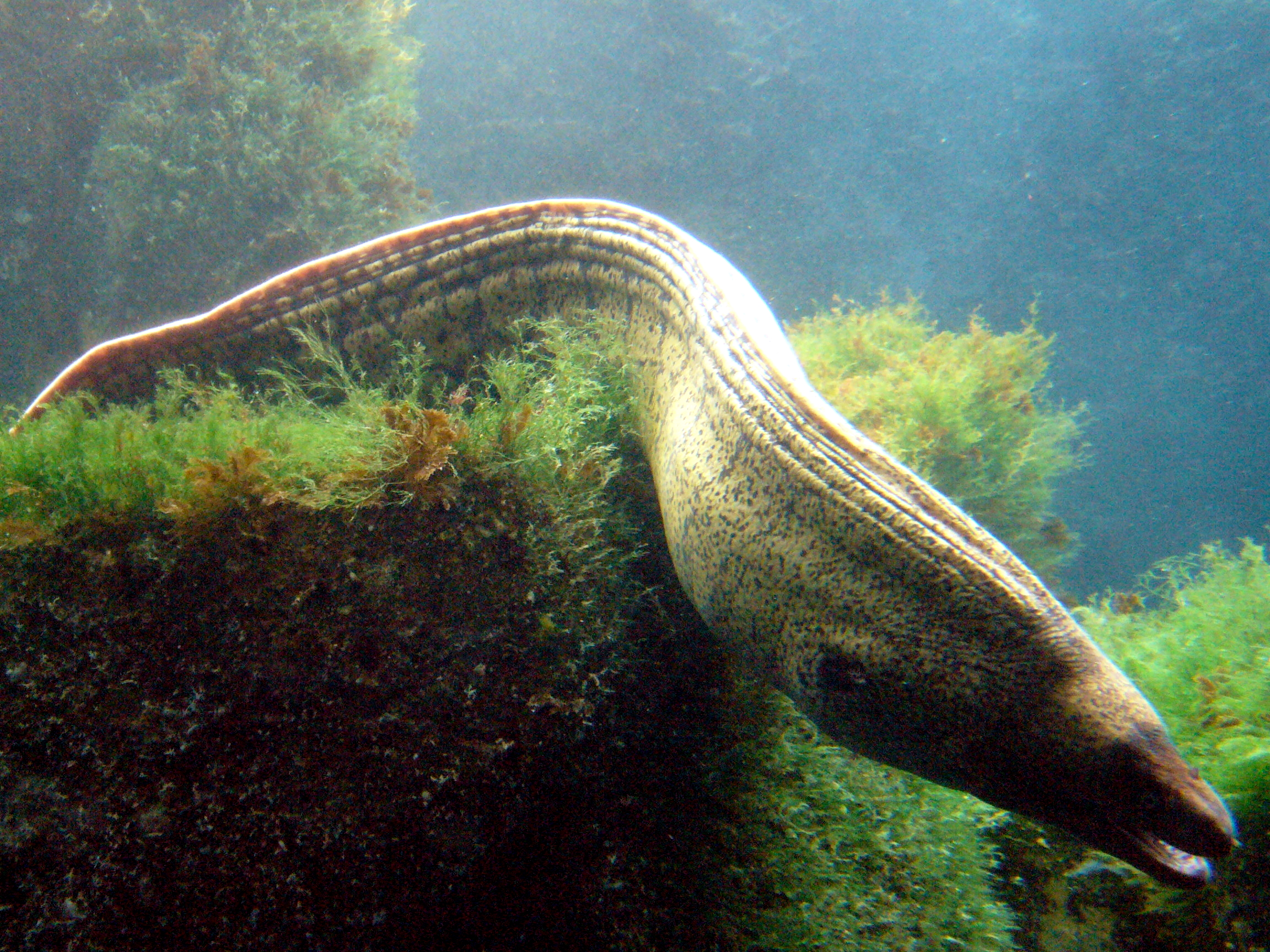
Средиземноморская мурена (Muraena helena)

Лептоцефалы, как правило, держатся в толще воды в океанской пелагиали и являются типичной составной частью океанского планктона до глубин 500—600 м, хотя взрослые рыбы могут держаться у самого берега или у дна. Подмечено, что угри, нерестящиеся над самыми большими глубинами, имеют лептоцефалов с длинным пищеварительным трактом, а тяготеющие к прибрежной мелководной зоне — с коротким. Наличие лептоцефалов того или иного вида ещё не означает, что взрослые особи держатся в тех же местах. В значительной степени это вызывается переносом лептоцефалов морскими течениями, поэтому, зная места обитания взрослых особей, можно в целом узнать район распространения их лептоцефалов.
Лептоцефалы питаются обычно всем, что могут поймать. У мелких форм основной корм — планктон (в том числе фитопланктон), но крупные могут кормиться и мальками, креветками и другими мелкими ракообразными и др. Характерная черта большинства лептоцефалов — длинные зубы, часто сильно выступающие наружу. Сами лептоцефалы, в свою очередь, служат пищей многим обитателям моря.

## Особенности развития
Личинки элопсоидных, вылупляясь из икры, первоначально имеют облик, характерный для личинок большинства рыб, но почти сразу, после короткого метаморфоза, превращаются в лептоцефалов. Примечательная черта лептоцефалов — длительный период развития. Лептоцефал обыкновенного речного угря находится на стадии личиночного развития до 3 лет. У лептоцефалов других элопсовых (кроме угреобразных) этот срок меньше — 60—120 дней, но он, тем не менее, превосходит срок личиночной стадии большинства окунеобразных, за исключением некоторых губановых.
В отличие от личинок большинства рыб, лептоцефалы перед превращением во взрослую форму имеют обычно намного больший относительный размер по сравнению с размером взрослой рыбы. У небольшого тихоокеанского обезьяньего угря, достигающего 60 см длины (а обычно меньше — около 30 см), лептоцефал перед началом метаморфоза имеет длину 10—11 см. Лептоцефалы тарпоновых — самые мелкие (25—50 мм перед началом метаморфоза) при том, что взрослый атлантический тарпон достигает 2 м длины и 100 кг веса; кроме того, хвост у них, как у и взрослых тарпонов, раздвоен. В то же время у полутораметрового морского нитехвостого угря лептоцефал имеет длину до 45 см.
Превращение лептоцефалов в стеклянных угрей происходит в открытом океане. При метаморфозе лептоцефал сильно теряет в весе (до 90 % массы тела), форма тела меняется от листовидной к цилиндрической. Утрачиваются длинные личиночные зубы (у лептоцефалов угреобразных исчезают и брюшные плавники), спинной плавник сильно смещается назад.

## Гигантские лептоцефалы
Описывались чрезвычайно интересные глубоководные гигантские лептоцефалы, крайне редко попадающие в руки учёных. Самая крупная зарегистрированная личинка угря была длиной 184 см. Выдвигались предположения, что гигантские лептоцефалы могли быть личинками гигантских угрей, чьё редкое появление на поверхности трактуется как наблюдение «морского змея».
Американский исследователь Уильям Биб, в 1934 году погружавшийся в батисфере у Бермудских островов на глубину до 923 м, замечал, что подобные лептоцефалы плавают парами. Поэтому вероятно, что некоторые глубоководные лептоцефалы — неотенические личинки, то есть могут размножаться, не претерпевая метаморфоза и в течение всей жизни не превращаясь во взрослую форму.